# Qui a le droit…
Singles de Patrick Bruel
Décalé
(1991) Casser le corps
(live, 1998)

Qui a le droit… est une chanson composée et interprétée par Patrick Bruel, parue sur son deuxième album live Si ce soir…, sorti en 2 volumes en 1991. L'album résume la tournée de Alors regarde. 
La chanson est classée numéro un des ventes en France durant 7 semaines à partir du 7 décembre 1991 et est certifiée disque d'or.
Qui a le droit… est le single qui a porté l'album live dans le haut du top album.
Qui a le droit… a été ré-enregistré en duo en 2004 par Bruel et Ana Torroja (membre de Mecano) pour les albums Puzzle et la compilation Duos. Bruel a également enregistré une reprise avec Zazie, Isabelle Boulay, Corneille, Garou et Jean-Baptiste Maunier. Le chœur d'enfants Vox Angeli a également fait une reprise de la chanson sur son album du même nom en 2008, avec succès.
Le clip vidéo a été tourné en version live : Bruel joue du piano et, pendant un moment, des dizaines de milliers de spectateurs interprètent la chanson à la place du chanteur. La chanson a été incluse dans les albums de Bruel Plaza de los heroes (1995), Patrick Bruel (2002), S'laisser aimer (triple best of, 2007) et Live - Des souvenirs… ensemble (2007). Le chanteur a notamment interprété Qui a le droit… en direct au Téléthon 2008 à Palladio.
En France, après ses débuts à la 5e place le 2 novembre 1991, la chanson a été le premier single live à atteindre le sommet du classement des singles cinq semaines plus tard pour sept semaines consécutives.

## Classements et certification
| Charts                                 | Position |
| -------------------------------------- | -------- |
| Belgique (Flandre Ultratop 50 Singles) | 50       |
| France (SNEP)                          | 1        |
| Québec (Palmarès Francophone)          | 1        |

| Pays   | Certfications |
| ------ | ------------- |
| France | Or            |